# Léopold II d'Anhalt-Dessau
Pour les articles homonymes, voir Léopold II.
Léopold II Maximilien né le 25 décembre 1700 à Dessau et mort le 16 décembre 1751, à Dessau est prince d'Anhalt-Dessau et règne de 1747 à sa mort.

## Biographie
Léopold Maximilien est le deuxième fils du prince Léopold Ier et de son épouse morganatique Anna Louise Föhse. Lorsque son frère aîné Guillaume-Gustave d'Anhalt-Dessau meurt, en 1737, il devient l'héritier présomptif de la principauté d'Anhalt-Dessau. Il succède à son père à sa mort, en 1747.
Général dans l'armée prussienne de Frédéric II, Léopold s'illustre au cours de plusieurs batailles de la guerre de Succession d'Autriche. Son rôle dans la victoire de Chotusitz, en mai 1742, lui vaut d'être nommé feld-maréchal sur le champ de bataille. Il meurt en 1751 après seulement quatre ans de règne.

## Descendance
Le 25 mai 1737, Léopold II épouse Gisèle-Agnès d'Anhalt-Köthen (1722-1751), fille du prince Léopold d'Anhalt-Köthen. Ils ont sept enfants :
- Léopold-Frédéric-François (1740-1817), prince puis duc d'Anhalt-Dessau ;
- Louise-Agnès-Marguerite (1742-1743) ;
- Henriette-Catherine-Agnès d'Anhalt-Dessau (1744-1799), épouse en 1779 le baron Jean Jost de Loën ;
- Marie-Léopoldine d'Anhalt-Dessau (1746-1769), épouse en 1765 le prince Simon-Auguste de Lippe ;
- Jean-Georges d'Anhalt-Dessau (1748-1811) ;
- Casimire d'Anhalt-Dessau (1749-1778), épouse en 1769 le prince Simon-Auguste de Lippe-Detmold ;
- Albert-Frédéric d'Anhalt-Dessau (1750-1811).